# Đông Anh (xã)
Đông Anh là một xã thuộc thành phố Hà Nội, Việt Nam.
Xã Đông Anh được thành lập ngày 16 tháng 6 năm 2025 theo Nghị quyết số 1656/NQ-UBTVQH15  của Ủy ban Thường vụ Quốc hội  trên cơ sở sáp nhập  toàn bộ diện tích tự nhiên, quy mô dân số của các xã Cổ Loa, Đông Hội, Mai Lâm, một phần diện tích tự nhiên, quy mô dân số của thị trấn Đông Anh và các xã Tàm Xá, Tiên Dương, Vĩnh Ngọc, Xuân Canh, và một phần các xã Liên Hà, Dục Tú, Uy Nỗ, Việt Hùng, huyện Đông Anh  . Xã này chính thức hoạt động từ ngày 01 tháng 7 năm 2025.

## Lịch sử
Thị trấn Đông Anh trước đây là vùng đất thuộc các tổng Tuân Lề, Xuân Canh, Phù Lỗ.
Ngày 13 tháng 10 năm 1982, Hội đồng Bộ trưởng ban hành Quyết định số 173-HĐBT về việc thành lập thị trấn Đông Anh trên cơ sở 797,2 héc ta diện tích tự nhiên và dân số của các xã Uy Nỗ, Tiên Dương, Nguyên Khê và Xuân Nộn.

## Giao thông
Thị trấn Đông Anh có vị trí địa lý, giao thông thuận lợi: Đường quốc lộ 3 chạy qua trung tâm, là nơi có ga Đông Anh – giao điểm của 2 tuyến đường sắt Hà Nội – Thái Nguyên, Hà Nội – Phú Thọ - Lào Cai – Yên Bái, gần sân bay quốc tế Nội Bài,... cùng với đó thị trấn có nguồn nhân lực dồi dào, có chất lượng là lợi thế quan trọng để thu hút đầu tư, thúc đẩy phát triển kinh tế - xã hội. Nhiều cơ quan, doanh nghiệp, cơ sở kinh tế của Trung ương, Thành phố và địa phương, đơn vị lực lượng vũ trang đã lựa chọn nơi đây xây dựng và phát triển,...